# حروف السكر
حروف السكر (باليابانية: シュガシュガルーン، بالروماجي: Shuga Shuga Rūn) (بالإنجليزية: Sugar Sugar Rune)‏ هي سلسلة مانغا يابانية من تأليف مويوكو آنو نشرت في اغسطس عام 2004 حتى أبريل عام 2007 وتكونت من 8 مجلدات، أقتبست إلى أنمي تلفزيوني من 51 حلقة عرض في 2 يوليو عام 2005 وانتهى عرضه في 24 يونيو عام 2006، المانغا فازت بجائزة أفضل مانغا للأطفال عام 2005، ودبلج الأنمي وترجم إلى العديد من اللغات كالعربية والفرنسية.

## القصة
فتاتين من عالم السحر يذهبون إلى عالم البشر من اجل تحديد الامبراطورة بينهما، المسابقة مؤلفة من عدة اقسام، القسم الأول هو أخذ أكبر قدر ممكن من قلوب البشر وبهذا ذهبت الاميرة اللطيفة والذكية فانيلا وصديقتها العزيزة الشجاعة والنشيطة شوكولا إلى عالم البشر وبالطبع كالعادة ستواجههم العديد من العقبات كالاوgول والذين هم السحرة الاشرار، هناك أيضا الكثير من الاناس الذين يساعدونهم في المسابقة، يا ترى من ستفوز وماذا سيفعل الاشرار؟

### في الانمي
منذ زمن بعيد أجتمع عدد من سحرة البشر وكونوا عالم سحري خاص بهم كل مافيه سحري، الطعام، الشراب، الألعاب حتى السماء هم من صنعوها، كان يسمى هذا العالم السحري ب روايومو. كان يحكم هذا العالم اقوى ساحر ولديه عدة زوجات. وبعد ان راوا طيبته الشديدة لم يعجبهم هذا فخانته زوجاته وسجنوه، غضب أتباع الساحر ومع انهم ارادوا الانتقام لسيدهم لكن الزوجات قضين عليهم. وبعد هروب الساحر من السجن قام بانشاء مدينة الظلام وسمى أتباعه بالاوgول وأشتعل الصراع بين الاوgول وروايومو.الاوgول يستمد قوته من الكراهية المتواجدة في قلوب البشر أما السحرة الطيبين الذين يعيشون في مدينة روايومو فيستمدون القوة من الحب المتواجد في قلوب البشر أي أن المدينتان تعتمدان على مشاعر البشر. كلما جمعت عدد أكبر من المشاعر كلما أزدادت قوتك تحكم مدينة روايومو ملكة جميلة وطيبة تسمى كاندي وهي محبة للسلام. بعد الحرب الاخيرة بين روايومو والاوgول والتي ادت إلى اختفاء الامبراطورة سينامون اثناء محاولتها لايقاف ظلام الإمبراطور غراسيه، تحل محلها المرشحة الأخرى كاندي. بعدها بفترة من الزمن تجري مسابقة لاختيار إمبراطورة المستقبل وتكون المنافسة بين كل من أبنة الامبراطورة الحالية: الاميرة فانيلا اللطيفة والذكية، وصديقتها الوحيدة ابنة الامبراطورة السابقة: الاميرة السابقة شوكولا الشجاعة والمرحة والشخصية الرئيسية والتي تدور حولها الاحداث. فانيلا تعيش مع والدتها في القصر الملكي، لم يذكر أي شيء عن والدها، هي ذكية لطيفة مهذبة وتحب شوكولا.شوكولا تعيش وحدها فجدها المتبقى من عائلتها لا ياتي للمنزل، شوكولا شجاعة رؤوفة محبة للجميع تملك العديد من الاصدقاء. تقتضي شروط المرحلة الأولى من المسابقة أن تذهبا لعالم البشر لتجمعا أكبر قدر من القلوب بالإضافة إلى إجراء اختبارات في عالم السحر ويشرف عليهم في عالم البشر المعلم روبين روكين مغني الروك المشهور في عالم البشر. وبالطبع يتم تسجيلهما في المدرسة وتبدا المسابقة من الحلقة الأولى. بعد ظهور الظلام في المنطقة التي تعيش بها المرشحتان ياتي صديقا طفولة شوكولا ليحميا المرشحتين. الشابان التوأم الذي كلفا بالمهمة هما سولو وأو، ولكن الظلام كان أكبر منهم والذي هو أمير الاوgول الشاب الفاتن بيير. ظهوره الأول في الانمي كان على شكل طالب بشري في مدرسة شوكولا وفانيلا في الحلقة الأولى والذي هو رئيس الطلبة الغني متعدد المهارات اما ظهوره الأول بشكل الأمير الاسود كان عند محاولته أخذ قلب شوكولا ولكن مع وصول مساعد شوكولا الضفدع الغامض ديوك والذي يحمل قوى لا علم لنا بمدى ضخامتها، استطاع انقاذ قلب شوكولا من قبضة بيير.مهمة بيير التالية كانت تقتضي بجعل أحد المرشحتين امبراطورة الاوgول وبعد رفض شوكولا الكامل للمهمة رغم اغرائاته الكثيرة، قرر عندها الانحياز إلى الاميرة البريئة التي سقطت في فخه وحملت القلب الاسود بامتياز لتجمع قدرا كبيرا من قلوب الحقد من البشر، مع وقوع شوكولا في حب بيير بدون علمها أو علم أحد فقد كان خوفها وحزنها على فقدانها صديقتها المقربة أكبر وبهذا استطاعت بمساعدة صديقة والدتها امبر الحصول على القوة، اثناء ذلك حدث امر غريب أو بالاحرى اكتشف امر غريب جدا، عند دخول شوكولا إلى أحد الغابات في عالم السحر للحصول على التوت لتكمل الخلطة التي اخبرتها امبر بانها ستزيد قوتها، التقت ببير وذاب الثلج عن الغابة لتعيد لهما ذكريات الطفولة التي عاشاها معا فبيير ولد في راوايومو وقد كان واقعا في حب الشوكولا التي هي الأخرى كانت واقعة في حبه إلى ان اختطفه الاوgول بامر من الإمبراطور فبيير ساحر قوى وهو مؤهل لمساعدة الإمبراطور والشبه الكبير في شكلهما سيساعده، لقد كانت مفاجاة لهما هذه المرة قد ذاب الثلج بشكل كامل اقصد بكلامي انهما شاهدا بعض الصور عن الماصي قي أحد المرات، ولم تكن الصور كافية لتذكيرهما، لقد حدق هذا عندما كان بيير يحاول انقاذ شوكولا عندما غرقت في البحر الذي صنعته فانيلا باستخدام قوى الظلام، بعد الذهاب إلى قصر بيير لاستخراج القلب الاسود من فانيلا، حمل كبير سقط من كتفي الفتاتين، فحمل قلبين في الصدر امر مؤلم جدا وفقدان صديقة امر مؤلم، ومع ابتسامة حزينة ساعدهما بيير على الخروج لقد كانت نظرته مؤلمة جدا لشوكولا فقد كان ردها بعلمها كم كان وحيدا، بعد عودة المرشحتين للمنزل يتم حل لغز كلام امبر عندها قالت ان شوكولا الوحيدة القادرة على انقاذ فانيلا، السر هو ان شوكولا ورثت عن والدتها الفلتر والذي هي موهبة نادرة في عالم السحر الشخص الذي يحمل هذه الموهبة يستطيع فلترة جميع القلوب السوداء التي يحملها ولكن هذا سيتعبه بالطبع. بعد كل هذه الاحداث يبدا القسم الاخير من المسابقة مع بدا الحرب الثانية بين روايومو والاوgول، ومع تجدد الإمبراطور غراسيه امبراطور الظلام الذي تجدد في جسد بيير ليحبس قلب بيير الحقيقي داخله ويمنعه من الخروج لينام بيير في سبات عميق. تحاول شوكولا القضاء على غراسيه ولكن غراسيه ياخذ قلب شوكولا ومع نزول دموعها تكون شوكولا بداخل غراسيه لتيقظ بيير وتعطيه قلبها وبهذا يخرج غراسيه من جسده كي ينهيا هذه المعركة بانتصار روايومو وعودة بيير وشوكولا للحياة بقلبين حمراويين مليئيين بالعشق لبعضهما. بعد فوز فانيلا تقوم بالامر ذاته التي قامت به والدتها وهو تقديم التاج والحكم لشوكولا، ففانيلا لا تحب هذه الاشياء بل تحب الاشياء البسيطة وبهذا أصبحت شوكولا امبراطورة روايومو.

### في المانجا
الاحداث تتغير قليلا فقط في النهاية فعند محاولة شوكولا في قتل غراسيه امبراطور الظلام والذي يكتف انه والدها في الحقيقة، يذهب بيير لمساعدتها ومع ذهاب تاثير قوة الظلام على روايومو لا يعود شوكولا وبيير. بعد الكثير من الالم ياتي يوم التتويج الذي تظهر به شوكولا وبيير ويكون الامر عائدا إلى قوة الظلام الكبيرة التي جعلتهما يسقطان في الغابة فاقدين الذاكرة غير قادرين على الحركة بدون وعي على شيء وشيء فشيئا عاد لهما وعيهما بالتدريج واستطاعا بعدها الكلام وعند عودة ذاكرتهما حلقا على الفور إلى روايومو لتبارك لفانيلا وترفض الحكم لاذهب وتعيش بسعادة مع بيير الذي ساندها عندما احتاجته.

## القلوب بالانمي
- القلب الزهري: الحب
- القلب الاصفر: التفاجئ
- القلب البرتقالي: الإعجاب
- القلب الاحمر: العشق
- القلب الاسود: الكراهية والحقد
- القلب الملون: المتعة والتسلية.
- القلب الاخضر: الصداقة
- السحرة يملكون قلبا واحدا ان أخذ هذا القلب يموتون.
- قلب الساحر يملك قوة كبيرة اضعافا عن قوة قلوب البشر.
- السحرة عندما يتزوجون يتبادلون قلوبهم الحمراء أي انه ان مات احدهم فسيموت الآخر حالا.
- لاخذ قلوب البشر تستخدم عصا سحرية وقلادة سحرية لكي تأخذ قلب البشري، وبالطبع السحرة فقط هم من يستطيعون رؤية القلوب قبل الإمساك بها اما ان حملها الساحر بيده فسيستطيع البشر رؤية القلب وهذا يظهر في الحلقة الأولى.

## الشخصيات
1-الشخصية الرئيسية: شوكولا ميول:
شوكولا فتاة قوية الشخصية، جريئة، مشاغبة ومرحة، تتصرف مثل الأولاد والدتها الساحرة سينامون، الامبراطورة السابقة، اختفت منذ أن كانت شوكولا صغيرة عند محاولتها انقاذ روايومو من امبراطور الاوgول غراسيه وشوكولا تعيش مع جدها العجوز الطيب الذي يدللها ويلبي لها جميع طلباتها.
أصدقائها: فانيلا - الاخوان التوأم سولو وأو.
أحد المرشحات للقب الامبراطورة، تجمع القليل من القلوب، ويحبها الجميع.
تقع في حب أمير الاوgول بيير ولكنها تدرك فيما بعد انهما التقيا عنما كانا صغيريين في راوايومو فقد كانا اصدقاء طفولة.
2-فانيلا ميول:
فانيلا فتاة مترددة، جميلة، خجولة ورقيقة، تعيش مع والدتها الإمبراطورة كاندي، وهي صديقة شوكولا.
و هي المرشحة الثانية للقب الامبراطورة، تجمع الكثير من القلوب، ويوقعها بيير في فخه ويجعلها امبراطورة الظلام ولكن شوكولا تنقذها لاحقا.
3-سولو:
شابـ قويـ، مرحـ ومتهور ومعنى اسمهـ الروحـ وهو يحب شوكولا كثير كاخيه التوام.
4-أو:
شاب لطيف، حنون، يجيد الطبخ، يجيد الاعتناء بالاخرين وقوي وبالطبع يحب شوكولا كثيرا.
5-روبنـ روكينـ:
روبنـ هو معلمـ شوكولـآ وفانيلـآ فهو ينصحهما ويوجههما ويرشدهما للطريقـ الصحيحـ، وهو وليـ امرهما فيـ عالمـ البشر كيـ لا يشك أحد فيهما وهو المسؤولـ عنـ المسابقهـ[(مسابقة الإمبراطورـهـ)] ويعملـ مغنيـ للروكـ فيـ عالمـ البشر وتقعـ فيـ حُبٍهـ الكثير منـ النساء لذلكـ لديهـ الكثير منـ القلوبـ.
6-بييـر:
في البداية يظهر لنا انه بارد الأعصابـ وغامضـ لكنه يملك قلبين القلب الذي زرعه فيه امبراطور الظلام وقلبه الحقيقي لهذا فهو في الحقيقة لطيف، حنون وبرئ. لديهـ قوـهـ كبيرـهـ ولديهـ شعبيهـ كبيرـهـ فيـ المدرسهـ فهو رئيسـ وقائد لسياج المدرسهـ وفريقـ التنسـ أمير الاوكولو اختطفـ عندما كانـ صغيرآ، خُطِفـ منـ قِبلـ زعيمـ الأوgـولـ واستبدلـ قلبهـ النقيـ الطيبـ بقلبـ اسود وشرير لكيـ يجعلهـ امير الأوgـولـ منـ بعد ـهـ. يكرـهـ الجزر والأشياء الساخنهـ. يحاول جعل أحد مرشحتي لقب الامبراطورة امبراطورة الاوgول لكنه يفشل فبعد نجاحه بجعل فانيلا الامبراطورة تنقذها شوكولا. اثناء محاولة بيير لانقاذ شوكولا عندما غرقت في البحر الذي صنعته فانيلا بقوى الظلام يريا صورا من ذكرياتهما المتجمدة. واثناء محاولة شوكولا لايجاد حل لانقاذ فانيلا يلتقيان في الغابة التي كانا يلتقيان بها عند طفولتهما تذوب ذكرياهما لتعود بهما للماضي حين اختطف بيير.
7-ديوك شوكولا لديه قوى سحرية كبيرة لا أحد يعلم مقدار القوة التي يحملها، ولقد كان ساحرا عاديا يوما ما.
8-بلانكا: هي فارة وهي مساعدة فانيلا، لاتحب الهزيمة لذلك تشجع فانيلا دوما كي لا تخسر.
9-غراسيه:
اقوى سحرة عالم السحر وهو أحد السحرة الذين كونوا عالم السحر كان طيب القلب يساعد الاخرين وهذا ما لم تقبل بة زوجاتة فقررن سجنه وبقي في لسجن مدة طويلة فتولد القلب الاسود في صدره فجمع قواه وهرب من السجن وكون مدينة الظلام واطلق على اتباعه اسم الاوgول وهدفة تدمير روايومو والانتقام لنفسه. في المانغا نكتشف انه والد شوكولا.
-الامبراطورتان كاندي&سينمون:
الامبراطورة صاحبة العيون البنفسجيه كاندي والدة فانيلا، أما صاحبة العيون الحمراء فهي الامبرطورة السابقة سينامون والدة شوكولا.
10-كاندي والدة فانيلا والامبرطورة الحالية لعالم روايومو وهي محبة للسلام وترفض مقاتلة الاوكول لا تجمع القلوب من البشر لانها تخاف عليهم لذالك تنازلت عن لقب الامبرطورة لصديقتها سينمون لكن بعد اختفاء سينامون أصبحت الامبرطور.
11-سينامون والدة شوكولا وامبرطورة عالم روايومو السابقة أصبحت الامبرطورة بعد انسحاب كاندي من المسابقة ظن الجميع ان سينامون ماتت عند مواجهة الاوgول لكن الحقيقة ان امبراطور الاوgول غراسيه حولها إلى قطة لكنها استعادة شكلها الحقيقي بعد ان زال تأثير سحر امبراطور الاوgول عنها.
-هناك الكثير من الشخصيات الأخرى التي تظهر في حلقة أو أكثر مثل 12-مساعد بيير.
13-الطفل الذي يحب شوكولا ويعتبرها امه.
14-الفتاة التي تقع في حب أو، التي تدعى وافل، فتاة من عالم السحر لاتزال صغيرة أي انها في المدرسة الابتدائية، ابنة أحد السحرة الاغنياء.
15-المراة التي تعتني بوافل والتي تدعى بايا، ساحرة قوية، تستطيع تركيب العديد من التعاويذ والمستخلصات السحرية.
16-الفتى الذي يقع في حب شوكولا.
17-الفتاة التي تكتشف ان شوكولا ساحرة وتريد ان تصبح ساحرة.
18-كاوري والفتيات، مجموعة النخبة الواقعون في حب بيير.
19-صديق المعلم روبين روكين والذي يعمل في القصر الملكي بين الحرس.
20-المراة التي تساعد شوكولا في انقاذ فانيلا بصنع عقار يزيد من قوة عصا شوكولا.
21-اصدقاء شوكولا في عالم السحر.
-اصدقاء شوكولا وفانيلا في الفصل.

## أداء الأصوات
- وفاء العبد الله - فانيلـآ ميوكس
- طارق حامد
- لينا زريق
- رامي العناني
- رانيا فهد - شوكولـآ ميلور (غير مدرج)

### بالإشتراك مع
- هشام حمادة
- سناء المفلح

## طاقم العمل

### النسخة العربية
- ترجمة: نوار الحمصي
- تسجيل: وسام عبد الكريم: أغنية الشارة
- تنفيذ موسيقي: عمر عنتابي
- كلمات: منير لبابيدي
- غناء: همسة الحايك
- مكساج: محمد عزاوي
- مونتاج وغرافيك: ياسين توتنجي
- الإشراف الفني: وسام حيدر
- إدارة الإشراف الفني: نصر عناني
- الإشراف العام: منى سمعان
- تمت عمليات الدوبلاج في استديوهات تنوير جوزيف سمعان

## وصلات خارجية
- الموقع الرسمي
- حروف السكر على موقع ANN manga (الإنجليزية)

تصنيفف:مسلسلات رسوم متحركة تلفزيونية يابانية للأطفال